# 노미야마 히데키
노미야마 히데키(일본어: 野見山 秀樹, 1975년 4월 28일 ~ )는 일본의 전 축구 선수이다.

## 구단 경력
1995년 J1리그의 감바 오사카에 입단했다. 1995년과 1996년에 천황배로 4강 진출. 1997년후 현역 은퇴.